# Ronny Reddo
Ronny Reddo (* 23. Januar 1971 in Weißwasser) ist ein ehemaliger deutscher Eishockeyspieler, der mit den Kölner Haien 1995 die deutsche Meisterschaft gewinnen konnte.

## Karriere
Reddo begann seine Karriere beim ES Weißwasser, wo er ab der Saison 1990/91 dem Profikader in der Bundesliga angehörte. In derselben Spielzeit absolvierte er seine ersten beiden Partien in der damals höchsten deutschen Eishockeyliga. Der Offensivspieler blieb bis 1993 in Weißwasser und wechselte anschließend zum Ligakonkurrenten SB Rosenheim. Für die Rosenheimer kam er allerdings nur 18 Mal zum Einsatz und schloss sich während der laufenden Saison 1993/94 dem Kölner EC an. Mit dem KEC erreichte er das Play-off-Halbfinale. Dort verlor der Klub gegen den späteren Meister EC Hedos München.
Diesen Erfolg konnte er mit seiner Mannschaft in der ersten Spielzeit der im Sommer 1994 neu gegründeten Deutschen Eishockey Liga wiederholen. Diesmal gewannen die Kölner Haie die deutsche Meisterschaft und worden somit zum ersten Meister der DEL. Reddo verließ den Klub nach der Saison 1994/95 und kehrte nach Weißwasser zurück. Dort blieb er bis 2001. Anschließend beendete er seine aktive Eishockeykarriere.

### International
Im Jahr 1991 wurde Reddo für die deutsche Juniorennationalmannschaft nominiert, mit der er an der U20-B-WM 1991 in Polen teilnahm. Der Stürmer absolvierte sieben Spiele, erzielte zwei Scorerpunkte und kassiert zehn Strafminuten.

## Erfolge und Auszeichnungen
- 1995 Deutscher Meister mit den Kölner Haien